# 3M

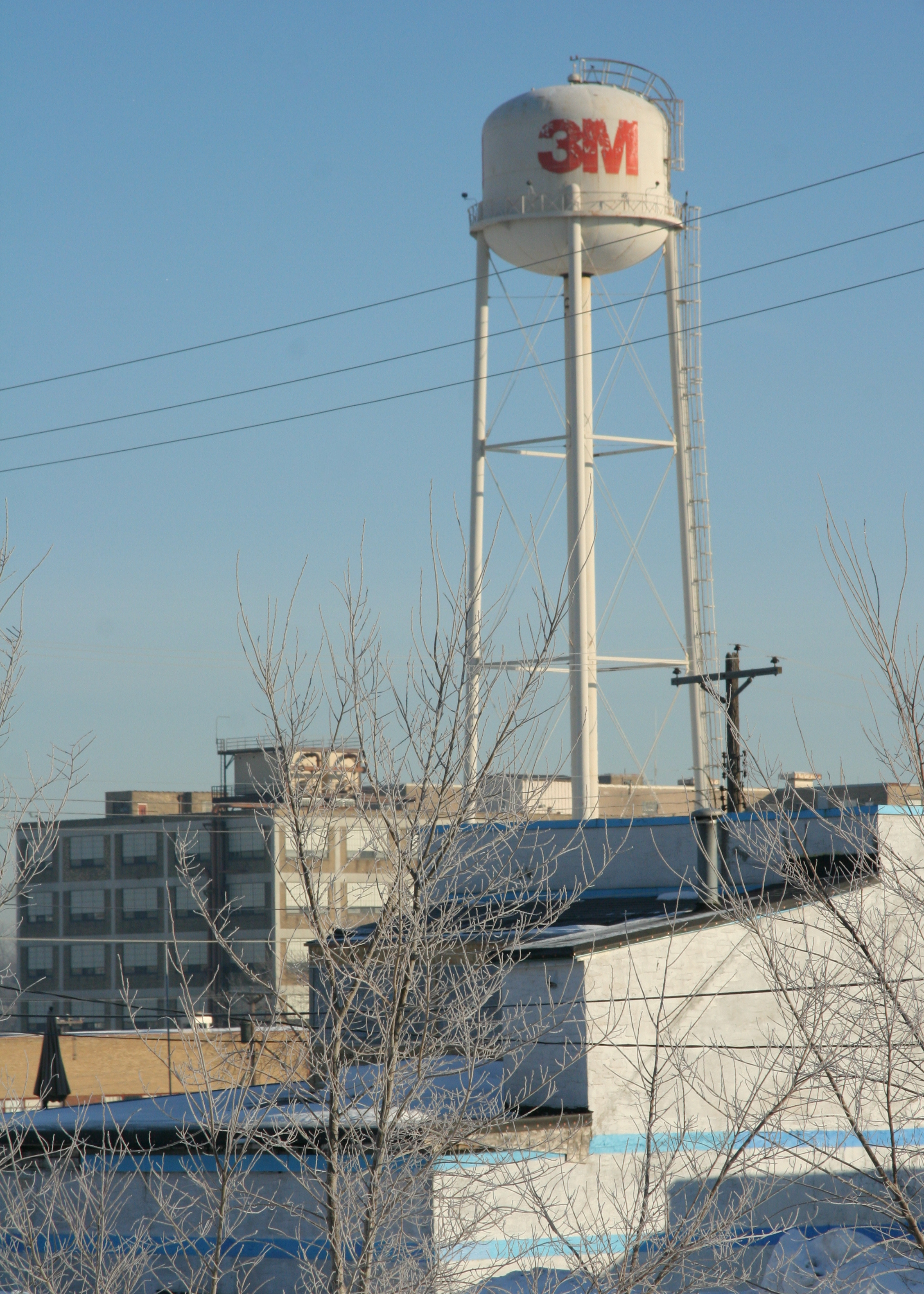
Vodárenská věž s logem 3M

Společnost 3M, do roku 2002 nazývána Minnesota Mining and Manufacturing Company, je americký nadnárodní konglomerát s celosvětovou působností.
Produkuje více než 75 000 výrobků – lepidla, brusné materiály, lamináty, produkty pasivní požární ochrany, stomatologické výrobky, elektrické materiály, elektrické obvody a optické filmy. 3M působí ve více než 60 zemích – 29 mezinárodních společností s výrobními podniky a 35 s laboratořemi. Výrobky 3M jsou k dispozici pro nákup prostřednictvím distributorů a maloobchodních prodejců ve více než 200 zemí a mnoho 3M výrobků jsou k dispozici také on-line přímo od společnosti.

## Historie
Společnost byla založena Henry S. Bryanem, Hermanem W. Cablem, John Dwanem, Williamem A, McGonaglem, a Dr. J. Danleyem Buddem roku 1902 v americkém státě Minnesota na břehu Hořejšího jezera. Poté se společnost přestěhovala do Duluthu. Roku 1962 se společnost přestěhovala do města Maplewood, kde sídlí dodnes. První činností společnosti bylo těžení kamene a jeho následné využití při výrobě brusných kotoučů. Původním plánem zakladatelů bylo prodávat nerost korund výrobcům na východě pro výrobu brusných kotoučů. Dvanáct let poté, co byla společnost založena, nabídla první exkluzivní produkt: 3M hadřík. Další novinky následovaly: nepromokavý brusný papír, leukoplast a také „Skotská lepicí páska“. Roku 1929 uskutečnila 3M své první kroky ke vstupu na evropský trh. Téhož roku společnost poprvé prodávala svoje výrobky v maloobchodě a roku 1946 byly akcie společnosti uvedeny na Newyorskou burzu.